# Scinax kennedyi
A Scinax kennedyi a kétéltűek (Amphibia) osztályának békák (Anura) rendjébe és a levelibéka-félék (Hylidae) családjába tartozó faj.

## Előfordulása
A faj Kolumbiában és Venezuelában él. Természetes élőhelye a nedves szavannák, a szubtrópusi vagy trópusi száraz síkvidéki rétek, a szubtrópusi vagy trópusi időszakosan nedves vagy elárasztott síkvidéki rétek, édesvizű mocsarak, időszakos édesvizű mocsarak, források, legelők. A fajt élőhelyének elvesztése fenyegeti.